# Staphylococcus epidermidis
Стафилококус епидермидис (лат. Staphylococcus epidermidis) је бактерија из рода стафилокока. Спада у коагулаза негативне стафилококе. Живи углавном на кожи и слузокожи човека, где припада нормалној бактеријској флори. Ова бактерија иако део нормалне флоре, може изазвати инфекције код људи са ослабљеним имунитетом нпр. чест је узрочних болничких инфекција, што га сврстава у опортунисте.

## Изглед, грађа и патогенитет
Као и све стафилококе лоптастог је облика, пречника око 1 μm и гради јата или гроздове. Припада групу коагулаза негативних стафилокока. Помоћу протеина у ћелијском зиду може се везати за неке протеине везивног ткива као што су колаген и фибронектин, што му олакшава ширење и омогућава опстанак у организму. Често се задржава и изазива инфекције на месту у организму где се налази неко страно тело нпр. интравазални катетер, ендопротезе, метални имплантати, шрафови (нпр. за остеосинтезу), вештачки залисци срца итд. Ова страна тела организам брзо прекрије слојем везивног ткива, за које се касније стафилококус епидермидис може везати и размножавати. Ове бактерије тада могу да производе заштитни слој, биофилм, који их штити од одговора одбрамбеног система. 
Као и стафилококус ауреус често је резистентан на више антибиотика, тако да се у терапији примењују антибиотици стабилни на лактамазу.